# The Remake
The Remake – amerykański niezależny horror filmowy z roku 2006. Film zrealizowała minimalnym kosztem  stu tysięcy dolarów rodzina Brunswicków – reżyserka filmowa Tommy, jej mąż Todd i ich dzieci – oraz ich bliscy.
Zgodnie z tytułem, projekt jest satyrą na środowisko filmowe, a konkretnie popularne szczególnie po XXI wieku remaki wcześniejszych filmów.

## Zarys fabuły
Ekipa filmowców wybiera się wspólnie na weekendowy odpoczynek, by zapoznać się wzajemnie przed rozpoczęciem zdjęć do filmu – remake'a klasycznego horroru Slaughter Camp 13!. Nie wszyscy są zadowoleni z powodu wszczęcia ruchu na planie filmowym, w szczególności maniakalny fan odnawianej pozycji, który wkrótce zaczyna mordować członków ekipy.

## Obsada
Imiona bohaterów wzorowano na nazwiskach członków ekipy realizacyjnej i obsady Piątku, trzynastego oraz Piątku, trzynastego II.
- Cassy Harlo jako Seanna Birmingham (nawiązanie: Sean S. Cunningham, reżyser Piątku, trzynastego)
- Heather Doba jako Adrienne (nawiązanie: Adrienne King, aktorka odgrywająca główną rolę kobiecą w Piątku, trzynastego)
- Jessica Hall jako Amy (nawiązanie: Amy Steel, aktorka odgrywająca główną rolę kobiecą w Piątku, trzynastego II)
- Doug Kolbicz jako Tom (nawiązanie: Tom Savini, twórca efektów specjalnych w Piątku, trzynastego)
- Dwayne Roszkowski jako „wujek” Ron
- Jason Ryan jako Peter
- James Block jako Marco
- Adam Lorenz jako Ari (nawiązanie: Ari Lehman, odtwórca roli Jasona Voorheesa w Piątku, trzynastego)
- Kristopher Smith jako Kevin (nawiązanie: Kevin Bacon, odtwórca roli Jacka Burrella w Piątku, trzynastego)
- Meshelle Melone jako Sally Anne (nawiązania: Sally Field, aktorka wstępnie rozpatrywana do odegrania głównej roli w Piątku, trzynastego, oraz Annie, kreowana przez Robbi Morgan drugoplanowa postać w tymże filmie)
- Jon Manthei jako fan

## Lokacje filmowe
Lokacje atelierowe obejmowały trzy miejscowości w amerykańskim stanie Michigan – były to Canton, Hillman i Romulus.